# Yordanka Donkova
Yordanka Donkova (en bulgare : Йорданка Донкова), née le 28 septembre 1961 à Sofia, est une athlète bulgare spécialiste du 100 mètres haies. Championne olympique en 1988, elle a détenu le record du monde de la discipline de 1988 à 2016. À la suite de révélations sur les programmes de dopage d’État, cette performance fait l'objet de nombreuses suspicions,.

## Biographie
Le 13 août 1986, lors du meeting de Sofia, Yordanka Donkova établit le temps de 12 s 36, égalant le record du monde du 100 m haies de la Polonaise Grażyna Rabsztyn datant de 1980. Elle confirme son état de forme quelques jours plus tard, le 17 août 1986, lors du meeting de Cologne en réalisant 12 s 35 en série, puis améliore une seconde fois la meilleure marque mondiale en remportant la finale en 12 s 29, en dépit d'un vent défavorable de 1,50 m/s. Grande favorite des championnats d'Europe de Stuttgart, la Bulgare s'impose aisément en finale en 12 s 38, devant l'Est-allemande Cornelia Oschkenat et sa compatriote Ginka Zagorcheva. Le 7 septembre 1986, lors des championnats des Balkans d'athlétisme à Ljubljana, elle abaisse une nouvelle fois le record mondial de la discipline en réalisant le temps de 12 s 26. En début de saison 1987, Donkova remporte sur 60 m haies la médaille d'or des championnats d'Europe en salle de Liévin et la médaille d'argent des championnats du monde en salle d'Indianapolis. Durant l'été, elle ne prend que la 4e place des championnats du monde 1987 de Rome remportés par Zagorcheva, nouvelle détentrice du record du monde depuis le début du mois d'août en 12 s 25.
Invaincue tout au long de la saison 1988, Yordanka Donkova reprend son record du monde le 20 août 1988, lors du meeting de Stara Zagora, en établissant la performance de 12 s 21 avec un vent légèrement favorable de 0,7 m/s. Sélectionnée dans l'équipe bulgare pour les Jeux olympiques de 1988 à Séoul, elle remporte aisément sa finale en 12 s 38 (nouveau record olympique), devant l'Est-Allemande Gloria Siebert. En début de saison suivante, la Bulgare s'adjuge son second titre continental « indoor » en dominant sur 60 m haies la soviétique Lyudmila Narozhilenko lors des championnats d'Europe de La Haye. La Bulgare se retire ensuite progressivement des pistes pour donner naissance à son premier enfant en 1991.
Pour son retour à la compétition, en début d'année 1992, Donkova termine à la 3e place du 60 m haies des championnats d'Europe en salle de Gênes, derrière Lyudmila Narozhilenko et Monique Ewanje-Epée, et obtient une autre médaille de bronze, sur 100 m haies, lors des Jeux olympiques de Barcelone. Elle remporte son dernier titre international à l'âge de 32 ans, à l'occasion des Championnats d'Europe en salle 1994 disputés à Paris.

## Palmarès
| Date | Compétition                    | Lieu         | Résultat | Discipline  |
| ---- | ------------------------------ | ------------ | -------- | ----------- |
| 1982 | Championnats d'Europe en salle | Milan        | 3e       | 60 m haies  |
| 1982 | Championnats d'Europe          | Athènes      | 2e       | 100 m haies |
| 1984 | Championnats d'Europe en salle | Göteborg     | 3e       | 60 m haies  |
| 1986 | Championnats d'Europe          | Stuttgart    | 1re      | 100 m haies |
| 1986 | Championnats d'Europe          | Stuttgart    | 2e       | 4 × 100 m   |
| 1987 | Championnats d'Europe en salle | Liévin       | 1re      | 60 m haies  |
| 1987 | Championnats du monde en salle | Indianapolis | 2e       | 60 m haies  |
| 1987 | Championnats du monde          | Rome         | 4e       | 100 m haies |
| 1988 | Jeux olympiques                | Séoul        | 1re      | 100 m haies |
| 1989 | Championnats d'Europe en salle | La Haye      | 1re      | 60 m haies  |
| 1992 | Championnats d'Europe en salle | Gênes        | 3e       | 60 m haies  |
| 1992 | Jeux olympiques                | Barcelone    | 3e       | 100 m haies |
| 1994 | Championnats d'Europe en salle | Paris        | 1re      | 60 m haies  |
| 1994 | Championnats d'Europe          | Helsinki     | 3e       | 100 m haies |

## Records du monde battus
- 12 s 36, le 13 août 1986 à Sofia
- 12 s 34, le 17 août 1986 à Cologne
- 12 s 29, le 17 août 1986 à Cologne
- 12 s 26, le 7 septembre 1986 à Ljubljana
- 12 s 21, le 20 août 1988 à Stara Zagora